# Pacu jawi

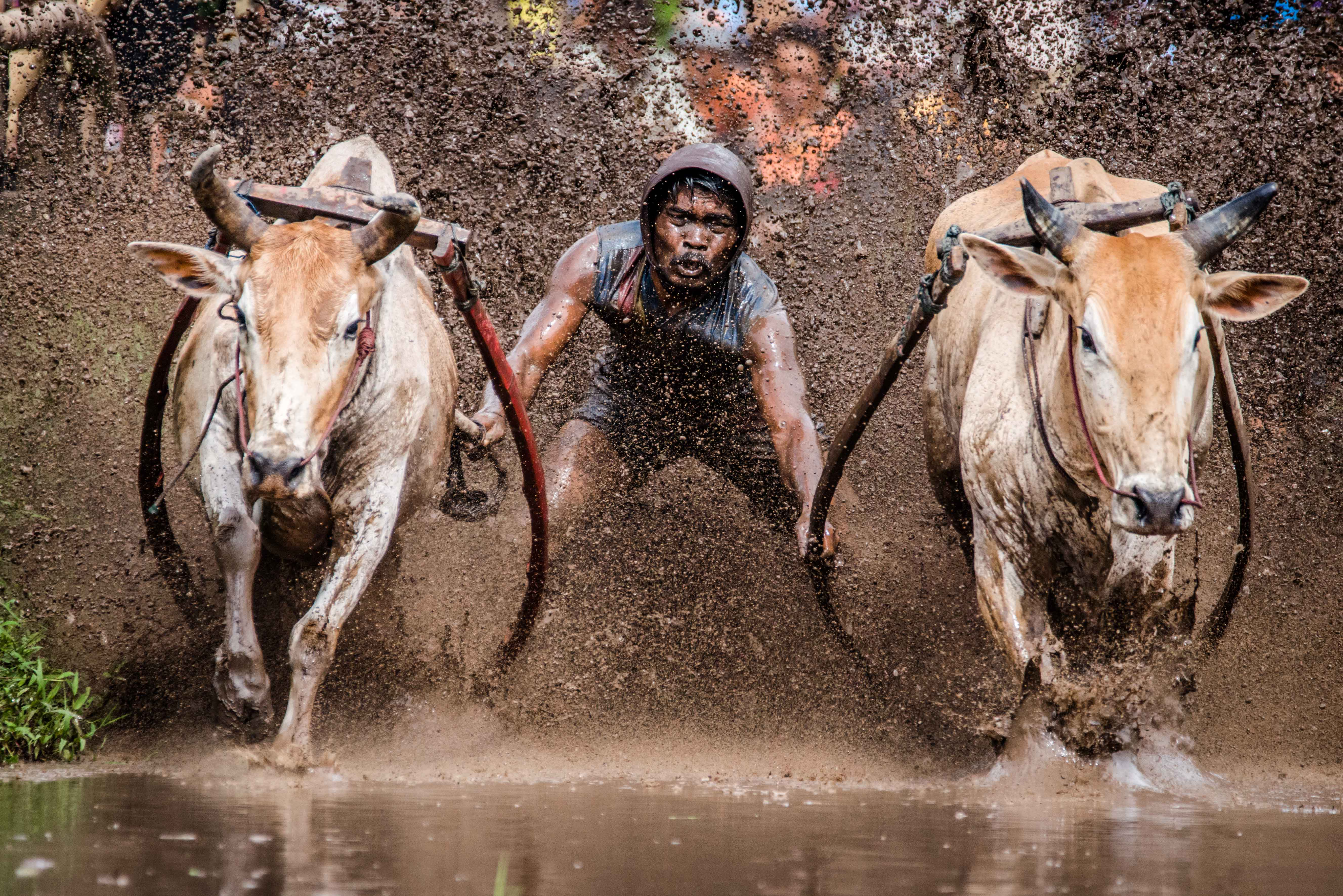
Pacu jawi de 2015, imagen del año 2019 en Commons.

El pacu jawi es una carrera de toros tradicional en Tanah Datar, Sumatra Occidental, Indonesia. En la carrera, un jockey agarrado a un arado de madera tirado por un par de toros recorre una distancia de entre 60–250 metros de pista embarrada en un campo de arroz. A pesar de que el nombre significa "carrera de toros", los toros  no compiten directamente contra otros, por lo que el ganador no se obtiene de la propia competición. Son los espectadores los que juzgan a los toros por su rendimiento (principalmente por su velocidad y su capacidad de correr en línea recta), quienes llegan a comprar a estos animales por encima de su precio habitual. Las personas de Tanah Datar—especialmente los pueblos de cuatro de sus distritos—han continuado celebrando esta tradición durante siglos para celebrar el fin de la cosecha de arroz. La carrera forma parte del festival conocido como alek pacu jawi. Recientemente, el gobierno lo ha promocionado como un evento turístico y como polo de atracción para el mundo de la fotografía.
 